# Castle Hayne
Castle Hayne é uma Região censo-designada localizada no estado norte-americano de Carolina do Norte, no Condado de New Hanover.

## Demografia
Segundo o censo norte-americano de 2000, a sua população era de 1116 habitantes.

## Geografia
De acordo com o United States Census Bureau tem uma área de
5,9 km², dos quais 5,8 km² cobertos por terra e 0,1 km² cobertos por água. Castle Hayne localiza-se a aproximadamente 6 m acima do nível do mar.

## Localidades na vizinhança
O diagrama seguinte representa as localidades num raio de 12 km ao redor de Castle Hayne.